# Husův sbor (Vodňany)
Husův dům ve Vodňanech stojí v ulici Kampanova naproti nádraží Českých drah. 

## Historie sboru Církve československé husitské
Hlavními propagátory reformních myšlenek ve Vodňanech byl tehdejší katecheta Florian Fencl a ředitel kůru a varhaník Josef František Pícha. Mši v děkanském kostele při příležitosti konce školního roku 1918 sloužil katecheta Fencl česky, připomněl Husovu smrt, sv. Prokopa a Cyrila s Metodějem. Zazněl husitský Otčenáš i píseň Kde domov můj. Mše měla mezi obyvateli města velký ohlas, českobudějovický biskup ji odmítl a oba aktéry potrestal důtkou. Katecheta Fencl byl jednatelem Jednoty katolického duchovenstva ve Vodňanech a patřil do radikální skupiny kněží Ohnisko. Spory mezi biskupem a vodňanskými duchovními trval, bohoslužby v českém jazyce byly zakázány, vodňanští zákazu nedbali, Vánoce v roce 1919 byly oslaveny bohoslužbou v českém jazyce. Koncem roku 1919 pozval Fencl do Vodňan dr. Karla Farského, ten měl v městě v lednu 1920 přednášku Zápas o církevní reformy v Československé republice. .
Náboženská obec nové církve stále sílila, místní příznivci nové církve uspořádali 25. července 1920 na náměstí první veřejnou českou bohoslužbu. Po ní začal vznikat soupis členů nové církve. Členové se scházeli v tělocvičně dívčí školy, která jim byla propůjčena, ale brzy nestačila. Rozhodli se pro zabrání hřbitovního kostela sv. Jana Křtitele. Místní katolíci a římskokatolický děkan Svoboda to považovali za zneuctění, děkan dal u kostela vyměnit zámky. Ve sporu o používání kostela obecní zastupitelstvo rozhodlo ve prospěch Církve československé, okresní správa v Písku její rozhodnutí zvrátila. Věřící se začali scházet v kostele v blízkých Čičenicích, tamější obecní rada jim kostel svým rozhodnutím propůjčila. V Číčenicích se scházeli až do roku 1925.
Nová církev byla uznána Ministerstvem školství a národní osvěty 13. srpna 1922. Prvním stálým duchovním byl Rudolf Juřina z Trhových Svinů, ve Vodňanech zůstal do roku 1923.

## Historie stavby Husova sboru a architektonické řešení
Rada starších začala jednat o stavbě vlastního kostela a získala pozemek naproti nádraží v nově vznikající Kampanově ulici. Získaný pozemek na východní straně sousedil se hřbitovem, dnes zrušeným, na jeho místě je park Jana Pavla II., na západní straně byly další volné pozemky.
Budova chrámu členěna na tři části kolmo k ulici - administrativně obytná část, bohoslužebná síň a věž.
Původní návrh stavitele Karla Procházky neuspěl, působil jako poradce, přepracoval ho Augustin Křížek, který stavbu rozdělil na dvě části - budovu fary a chrámovou část. Hlavní průčelí do ulice navrhl pražský stavitel Josef Hraba, který novoklasicistní kompozici vygradoval půlkruhovými přechody do štítu. Před zahájením stavby ještě do plánů zasáhl Otakar Weinzettel, profesor na průmyslové škole v Českých Budějovicích, který připojil k původním návrhům věž, do které bylo plánováno umístit zvonkohru. Navrhl také okenní vitráže a mříže na hlavních dveřích. Neví se, nakolik ovlivnil plány Augustina Křížka.
Základní kámen ke stavbě byl položen 30. září 1923, slavnostní otevření kostela bylo 5. dubna 1925. Peníze na stavbu náboženská obec získávala organizací divadelních představení a sportovních akcí. Po otevření kostela v roce 1925 měla náboženská obec velký dluh u Občanské záložny, finanční situace byla zcela vyřešena po příchodu nového faráře v roce 1952. Začalo se s plánováním stavebních úprav, z finančních důvodů došlo jen k zazdění jeviště.

## Architektonické řešení
Uliční průčelí je výrazně členěno.

### Administrativní část
Do administrativně obytné části vedou z ulice dva symetricky umístěné vstupy. Vlevo byly plánovány administrativní místnosti - sborovna a kancelář faráře. Vstup ústil do předsálí bohoslužebného sálu se schodištěm na ochoz hlavního sálu a k bytům faráře a pomocného duchovního v prvním patře, v druhém patře byl byt varhaníka.

Pravý vstup byl přístupem k bytu kostelníka, na nádvoří a do zahrady.

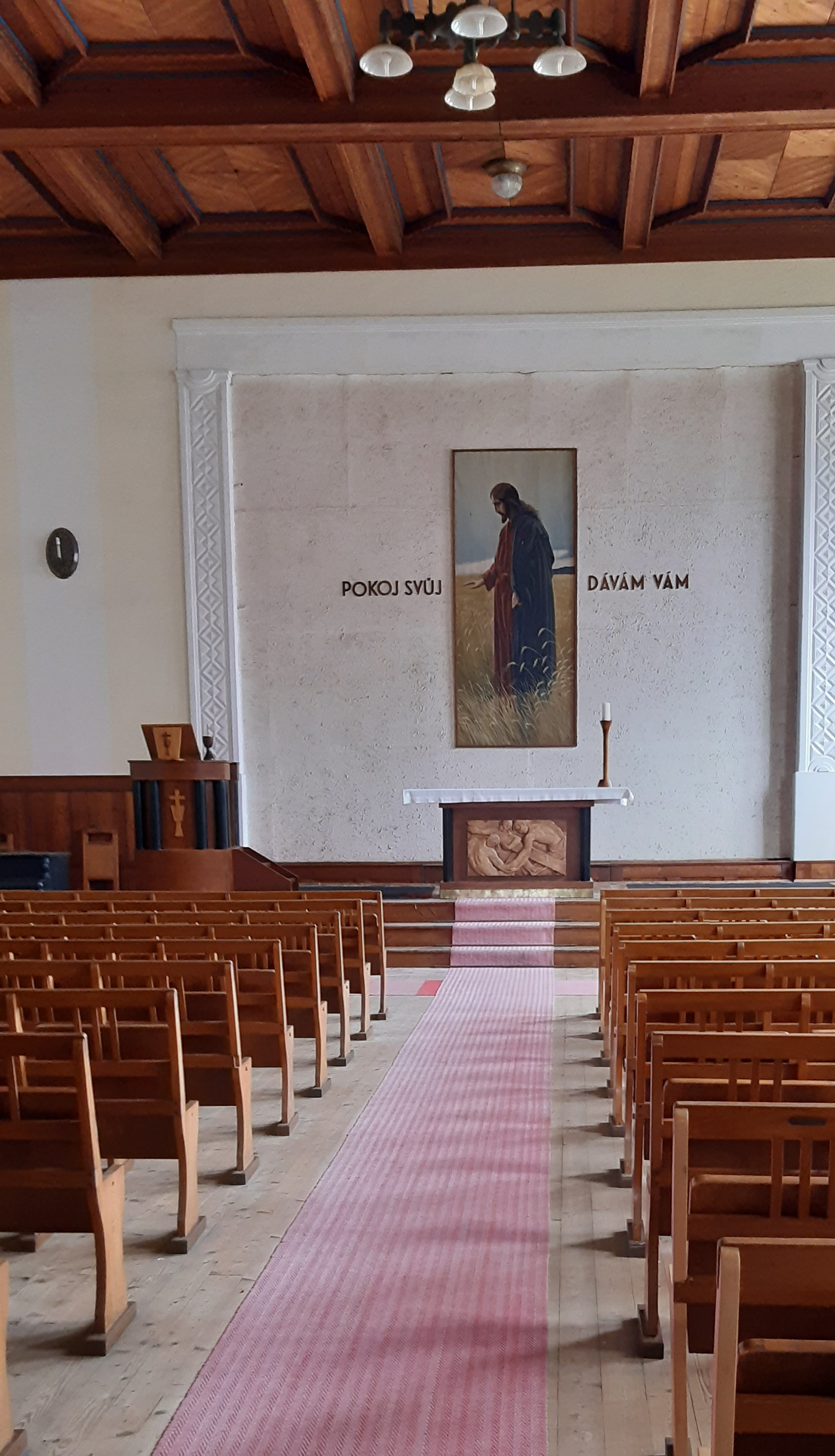
Husův sbor, bohoslužebná místnost

Čtyři sloupy v průčelí vynášejí terasu s nápisem Husův sbor, kompozici dominuje trojúhelníkový štít se znakem kalichu.

### Bohoslužebný sál
Bohoslužebný prostor je hranol o rozměrech 18 x 12 x 7 metrů s dřevěným kazetovým stropem, místnost je osvětlena okny z východní strany z ulice.
Na protější západní straně byly původně umístěny čtyři nástěnné malby od malíře Vojtěcha Churáně - obrazy Jana Husa, Jana Žižky, Jana Amose Komenského a T. G. Masaryka. Cyklus je završen obrfazem Ježíše Krista. V červnu 1942 obraz T. G. Masaryka musil být zamalován a z průčelí odstraněn nápis Husova síň. Hlavní sál původně sloužil i jako sál divadelní, za kněžištěm byl sedm metrů hluboký prostor jeviště, které se zakrývalo závěsy.
V roce 1955 byly odstraněny původní malby Vojtěcha Churáně, místo nich umístěny sochy Jana Husa, Jana Žižky a J. A. Komenského od sochaře Jana Vítězslava Duška a socha Karla Farského od Josefa Kotyzy.
Bývalé jeviště bylo využito jako Památník Petra Chelčického otevřený 17. března 1957, v 70. letech pro nedostatek financí byla Památník zrušen.

### Věž

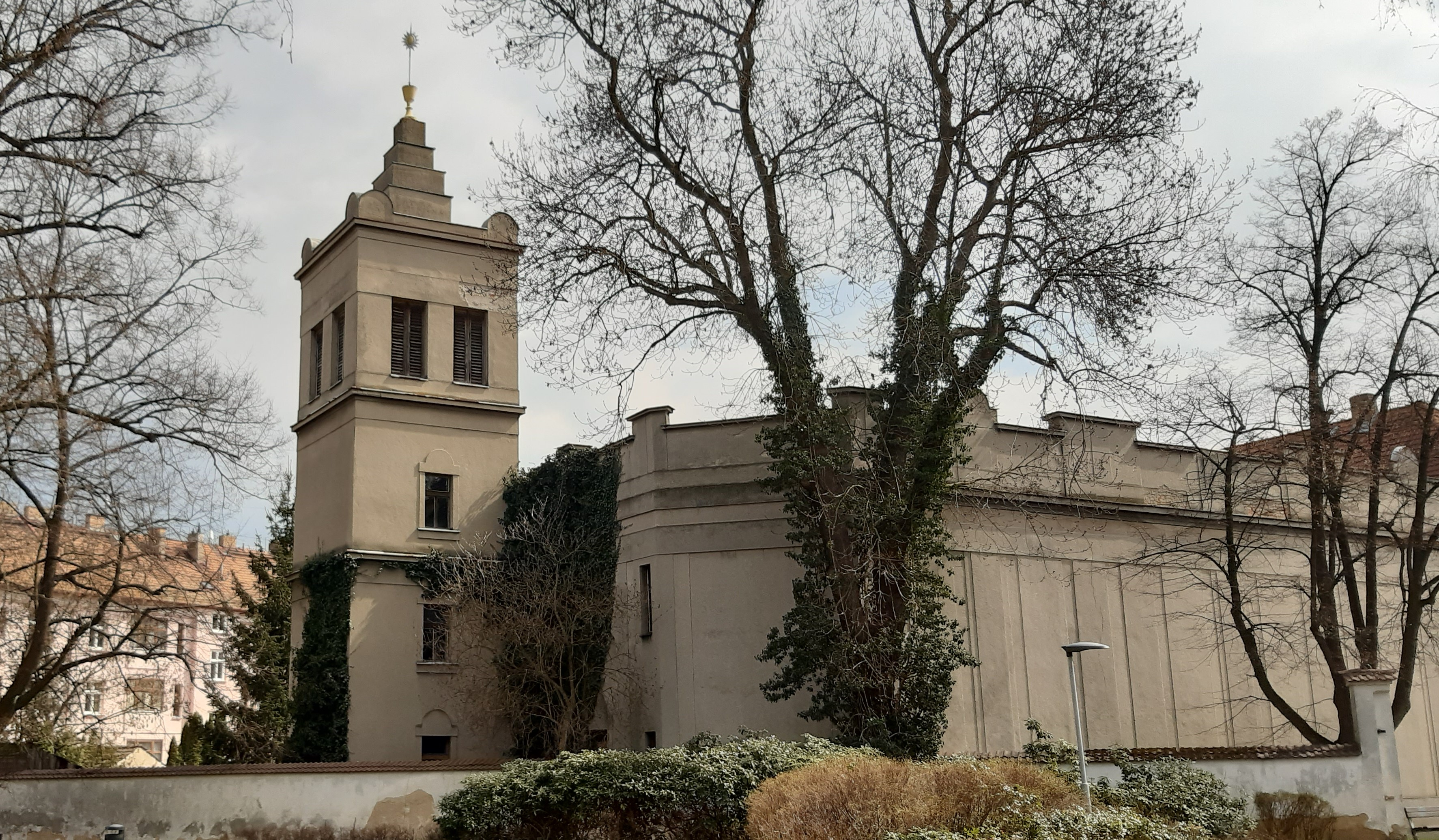
Husův sbor ve Vodňanech, pohled na budovu z parku

Osu budov zakončuje dvacet metrů vysoká věž umístěná mimo budovu. Z ulice je málo viditelná, pohled na ni je z parku Jana Pavla II. (původně hřbitov), odkud budova s věží připomíná římskokatolický kostel se středovou věží. Věž je členěna třemi římsami. Ve dvou spodních je na každé straně jedno okno, v nejvyšší části jsou na každé straně dvě velká okna. V rozích věže je obloučkový dekor. Na vrcholu věže je zlacený kalich s husitským sluncem. Přístup do věže vede přes nádvoří nebo přes bývalý divadelní prostor. 

## Význam stavby
Budovu Husova sboru ve Vodňanech je možno řadit mezi významnější meziválečné církevní stavby s prvky národního stylu v menším městě.